# Konstandinos Paspatis
Konstandinos Iórgios Paspatis  (Liverpool, Regne Unit de la Gran Bretanya i Irlanda, 5 de juny de 1878 − Atenes, Grècia, 14 de març de 1903) fou un tennista grec guanyador d'una medalla de bronze olímpica.
Va participar en els Jocs Olímpics d'Estiu de 1896 celebrats a Atenes disputant les dues proves de tennis que es van celebrar. En l'individual va avançar fins a les semifinals, però fou superat pel guanyador final, John Pius Boland. Com que en aquella època no es disputava final de consolació per decidir el tercer i quart lloc, automàticament va guanyar la medalla de bronze igual que l'hongarès Momcsilló Tapavicza. En dobles feu parella amb el també grec Evangelos Rallis, però van caure en primera ronda.

## Jocs Olímpics

### Individual
| Any  | Campionat                     | Oponent | Resultat |
| ---- | ----------------------------- | ------- | -------- |
| 1896 | Jocs Olímpics, Atenes, Grècia |         |          |